# Relatos reales
Relatos reales es el segundo libro de crónicas del escritor español Javier Cercas, publicado en febrero de 2000 por la editorial Acantilado.
Corresponde a una recopilación de sus artículos escritos para la sección «La Crónica» de la edición catalana del periódico El País, dirigida por Agustí Fancelli.

## Historia editorial
En el prólogo del libro, firmado por el autor en Palau Sacosta, Gerona, en agosto de 1999, Cercas cuenta cómo Agustí Fancelli, redactor jefe de la edición catalana de El País, le pidió al final de una fiesta que escribiese para la sección «La Crónica» de dicho periódico. Este libro es una recopilación de las crónicas que escribió en este contexto, y salvo correcciones muy menores, son idénticas a las originales. Todas las crónicas se caracterizan por ser amenas y divertidas, siendo el propósito del autor, según sus propias palabras, transmitir algo de la alegría que sintió al escribirlas.
Javier Cercas ya había escrito brevemente para el Diari de Barcelona y para El Observador, pero frente a problemas internos de ambos, no continuó en ninguno de ellos.

## Estructura
El libro, precedido por un prólogo, está dividido en cuatro capítulos, dependiendo del contenido de las crónicas que los conforman, cada una de ellas de una extensión similar. El primer capítulo o sección se titula «Cosas que pasan», y contiene once crónicas relacionadas con sucesos cotidianos del diario vivir del autor; el segundo, capítulo, «Los vivos», contiene quince crónicas relacionadas con personajes vivos, algunos artistas y otros pertenecientes a otras profesiones; el tercer capítulo, «Los muertos», contiene nueve crónicas sobre personas ya fallecidas, y el último capítulo, «Cosas raras», son diez crónicas sobre hechos extraños, inmersos también en el diario vivir del autor. El libro acaba con una crónica un poco más extensa que las demás, escrita a modo de epílogo y titulada «La novia perdida».

## Argumentos
En el prólogo del libro, además de hablar acerca del origen del libro y su historia editorial, Javier Cercas defiende la crónica periodística, como otra manera de hacer literatura. Luego explica el título del libro, distinguiendo el término «relato real» de «relato ficticio», si bien ninguno de los dos pueda ser completamente acertado.

### «Cosas que pasan»
- «Kafka en Barcelona»: Sobre el abuso de los cobros indebidos y la imposibilidad de entablar un juicio, pues los costos del abogado suelen ser mayores a los beneficios.[4]
- «En defensa propia»: Sobre el miedo de criar un hijo en una ciudad enloquecida como Barcelona, y un cruel instrumento para ahuyentar perros.[5]
- «Una bella desconocida»: Sobre una breve investigación en terreno acerca de qué leen los hombres y las mujeres en el metro.[6]
- «Primer día de clases»: Sobre el primer día de clases de su hijo y el temor de que este corra el mismo trauma que significó en su momento para él.[7]
- «Dominguero»: Sobre un domingo con su hijo y su mujer en casa de sus padres, y el largo retorno a casa producto de los atascos propios de los fines de semana.[8]
- «Perder los papeles»: Sobre la pérdida de los apuntes necesarios para una conferencia justo antes de tener que dictarla.[9]
- «Fin de curso»: Sobre la inutilidad de los exámenes de fin de curso, visto como alumno y ahora como profesor.[10]
- «De profundis»: Sobre lo terrible para él, un fumador empedernido, de las prohibiciones de fumar en recintos públicos.[11]
- «Homeless»: Sobre cómo salió a comprar tabaco sin llaves, dinero ni ropa abrigada, debiendo esperar como un vagabundo en la calle a que regresaran su esposa e hijo del campo.[12]
- «Contra el optimismo»: Sobre cómo el optimismo sólo acarrea desasosiego y decepción.[13]
- «Los inocentes»: Sobre la llegada de Cercas con su familia a la hostil Gerona de su infancia, para el Día de los inocentes, y la imposibilidad de adaptación de su madre.[14]

### «Los vivos»
- «Narcís Serra y un ácrata»: Sobre una empática reunión con Narcís Serra, ex vicepresidente de España.[15]
- «Cuestiones marsistas»: Sobre Juan Marsé, sus personajes y seguidores.[16]
- «Un señor de Logroño»: Sobre el cineasta Rafael Azcona presentando el libro Memorias de sobremesa, de conversaciones suyas con Manuel Vicent, en una librería barcelonesa.[17]
- «¡Viva Bolaño!»: Sobre Roberto Bolaño y su segundo encuentro con él.[18]
- «La importancia de ser cinéfilo»: Sobre una conversación con el cinéfilo Ángel Quintana en un bar.[19]
- «Los zapatos de Fred Astaire»: Sobre el cineasta Víctor Erice, a quien va a escuchar a una conferencia y luego acompaña con otros a cenar.[20]
- «Los restos de la juventud»: Sobre A. G. Porta y el lanzamiento de su primera novela en solitario, Braudel por Braudel, presentado por Jaume Vallcorba Plana y Roberto Bolaño.[21]
- «Tinto y copla (o Un poeta que razona)»: Sobre Enric Sòria, crítico de Valencia, con quien conversa amenamente en contextos festivos.[22]
- «Un día con Millás»: Sobre el lanzamiento de El orden alfabético de Juan José Millás, y las comidas que lo preceden y suceden.[23]
- «El error de Sancho Panza»: Sobre la película El hombre que mató a Liberty Valance, protagonizada por John Wayne, y una conversación telefónica con Roberto Bolaño.[24][nota 1]
- «Apología del crustáceo»: Sobre el director de teatro Albert Boadella (La torna, Laetius) y en particular sobre su obra Daaalí.[25]
- «Uno de los nuestros»: Sobre el versátil pintor y crítico pictórico David Sanmiguel, con quien se encuentra en la galería Expoart de Gerona.[26]
- «De generaciones»: Sobre el historiador Martín de Riquer y el lanzamiento de su libro Quinze generacions d'una família catalana, sobre la historia de su familia entre el siglo IX y el siglo XIX.[27]
- «Una voz propia»: Sobre José Saramago, quien va a Gerona a recibir el «Premi Europeu de Comunicació i Relacions Públiques Jordi Xifra i Heras».[28]
- «La sombra de Caín»: Sobre G. Caín o Guillermo Cabrera Infante, autor de Tres tristes tigres, a quien Cercas pasea con muchos contratiempos por Gerona.[29]

### «Los muertos»
- «Final del juego»: Sobre los «gatas», jóvenes rebeldes que hace veinte años eran los campeones de los futbolines, y en específico sobre Moreno, un antiguo compañero de colegio.[30]
- «Carlos Fuentes y los héroes»: Sobre Carlos Fuentes, a quien acaba de morírsele un hijo, y la presentación de su libro Los años con Laura Díaz en la Universidad Central.[31]
- «Una cantidad infinita de esperanza»: Sobre Walter Benjamin y la visita a su tumba en Portbou.[32]
- «Un silencio de Josep Pla»: Sobre Joan Granés (1905-1928), un prometedor escritor que murió de gripe muy joven, y entabló amistad con Josep Pla, quien no lo menciona en toda su obra.[33]
- «El caballero de la pajarita roja»: Sobre sus suegros, a quienes conoció en su casa cuando, invitado por su entonces novia, Mercè, fue a celebrar en familia las Fiestas de la Mercè.[34]
- «El último poema de Borges»: Sobre Jorge Luis Borges y su tumba en Ginebra.[35]
- «Un secreto esencial»: Sobre los últimos días de Machado, fallecido con su madre en la postrimería de la Guerra Civil, y Rafael Sánchez Mazas, a quien le perdonaron la vida.[36][nota 2]
- «La valiente alegría de Lorca»: Sobre Federico García Lorca y una exposición sobre su vida en el CCCB de El Raval, Barcelona.[37]
- «El guardián de Gredos»: Sobre Mateo García López, administrador de un chiringuito y de la Finca de Gredos, donde Cercas pasó algunos veranos hace veinte años.[38]

### «Cosas raras»
- «Pascal y las caras»: Sobre una fotografía de Rusiñol con César González Ruano, a quien confunden por su parecido con Salvador Dalí.[39][nota 3]
- «La pureza de la memoria»: Sobre el alzheimer y la pérdida de memoria, motivados por una confusión en la adjudicación de una frase a Pere Gimferrer o Juan Ramón Jiménez.[40]
- «El arte de la negativa»: Sobre la capacidad para decir «no», y una anécdota que le cuenta Giovanni Albertocchi sobre él y Jorge Luis Borges.[41]
- «Jaspers y la felicidad»: Sobre el repentino éxito de su condiscípulo marista Carles Arbusé como intérprete de versiones silbadas de temas famosos, y su primer concierto en el Teatre Nou de Salt, donde se encuentra con otros antiguos compañeros.[42]
- «Portugal en el corazón»: Sobre algunas rarezas y características de Portugal, a razón de la reciente adjudicación del Premio Nobel a José Saramago.[43]
- «Noticias del paraíso»: Sobre un indio absaroka que da una conferencia en la Universidad de Gerona, donde Cercas trabaja, y una serie de malentendidos.[44]
- «Un experimento peligroso»: Sobre una visita con su mujer y su amigo Roberto, un extremeño ateo y anticlerical, al Monasterio de Montserrat, donde hablan con el cura Josep Massot.[45]
- «Solas»: Sobre Anna Caballé, profesora de la UB y especialista en formas literarias autobiográficas, como diarios y memorias, quien le cuenta sobre un concurso de Calvin Klein orientado a relatos autobiográficos de mujeres.[46]
- «Un destino latinoamericano»: Sobre Ramón Núñez, un peruano trotamundos y sindicalista que acabó como limpiabotas en La Rambla, siendo retratado en un libro de Manuel Scorza.[47]
- «Despedida y cierre»: Sobre los altos costos de arriendo en Barcelona, que lo obligan a trasladarse con su esposa e hijo a una ciudad más pequeña, en vísperas de las vacaciones.[48]

### «La novia perdida (A modo de epílogo)»
Sobre los libros que leyó hace años en Gerona y que marcaron su perfil de escritor, así como de la novela À la recherche du temps, de Marcel Proust, que en aquellos tiempos no pudo acabar por aburrimiento, pero que ahora lo había hecho con apasionamiento.